# 那須高原
那須高原（日语：なすこうげん）指位於栃木縣北部那須岳南側的山麓地區，那須岳從標高數千百公尺的地區到東北本線、國道4號所通過的標高三百多公尺的地區，呈寬廣的緩斜樣子。那珂川流經的那須野原和那須高原的西北側和福島縣的甲子高原相連。

## 概要

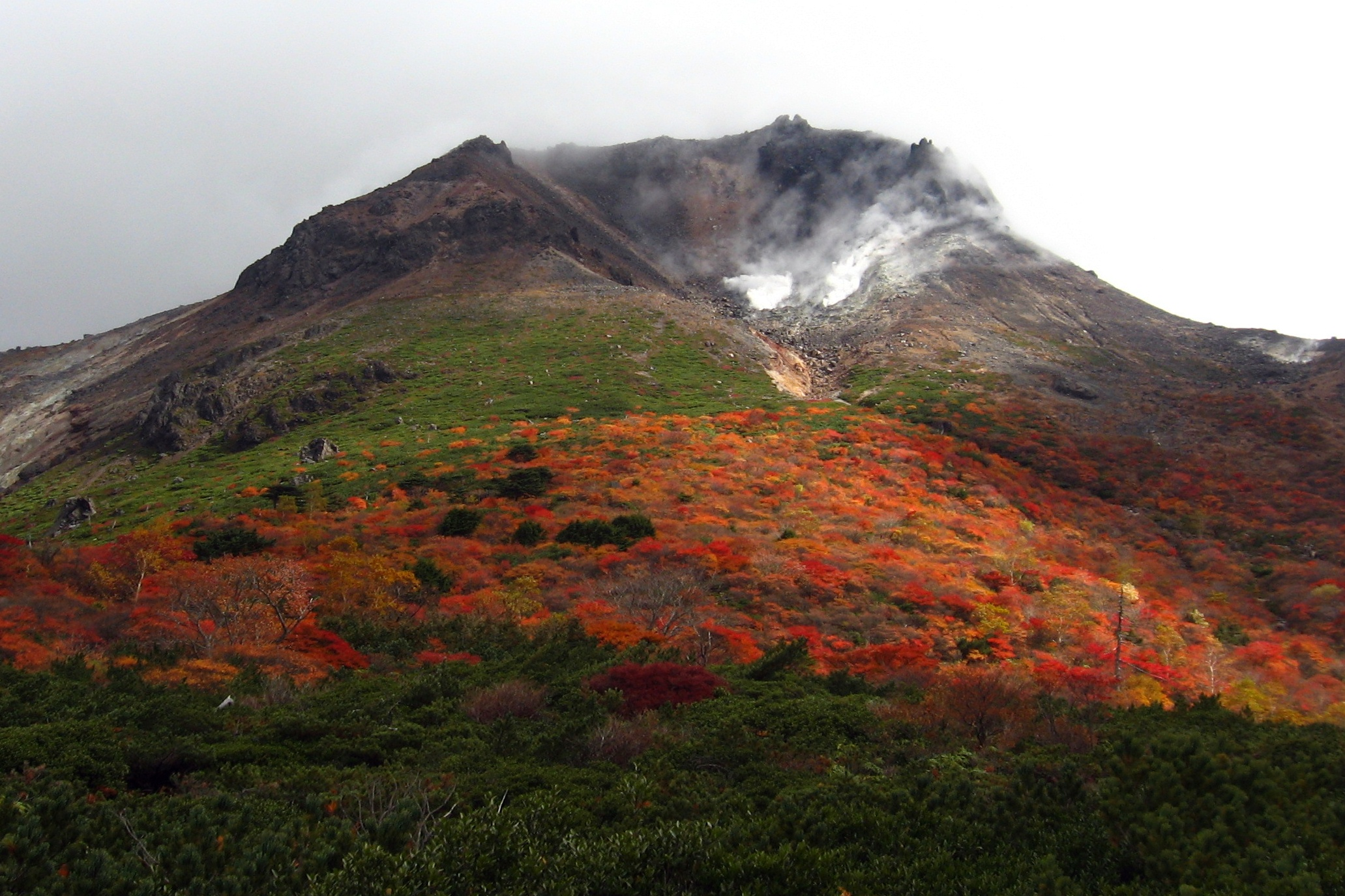
那須岳紅葉

那須高原從古代就是以那須溫泉鄉聞名的觀光地，1926年（大正15年）啟用的那須御用邸也很有名。
從那須岳開始登山，整備有登山道，山麓地區有牧場、遊樂園、飯店、膳宿公寓、美術館、遊憩設施、購物設施、動物園、露營地等觀光設施以及高爾夫球場、華學場、網球場等運動設施，獨戶別墅等靜養地。

## 周邊活動
那須町，那須町健康馬拉松大會，2007年12月2日
那須町，那須町驛傳大會，2007年10月14日
那須町，那須九尾祭，2007年9月30日

## 周邊觀光景點
- 那須岳
- 那須温泉神社
- 殺生石
- 那須纜車
- 那須高原戀人聖地展望台
- 八幡躑躅群落
- 躑躅吊橋
- 那須平成之森
- 那須動物王國
- 那須高地樂園
- 那須野生動物園
- Mt.JEANS那須滑雪場
- 那須温泉Family滑雪場
- 白河高原滑雪場（閉鎖）
- 南丘牧場
- Lindo湖Family牧場
- 那須温泉郷
- 板室温泉
- 三斗小屋温泉
- Niki美術館
- 沼原濕原

## 交通
- 鐵道路線：從JR東日本的那須鹽原車站（東北新幹線、宇都宮線）或是黑磯車站（宇都宮線、東北本線），轉乘路線巴士或計程車。
  - 從黑磯車站以及那須鹽原車站有許多路線巴士（早上與夜間只從黑磯車站發車）。
  - 要在那須溫泉旅館協同組合的加盟旅館中過夜時，可利用那須鹽原車站西口發車的免費接送巴士「りんどう号」。
- 高速巴士：從新宿線JR高速巴士總站，轉乘那須鹽原觀光高速巴士，可抵達那須湯本溫泉（殺生時前的那須溫泉神社附近）。
- 家用汽車：可利用東北自動車到的黑磯板室IC、那須IC、那須高原SA（限定ETC車種）或白河IC。
- 因為使用公共交通造訪那須高原的觀光客增多，因此在周圍運行那須高原觀光周遊巴士「那須穿梭巴士キュービー号」，以道之譯那須高原友愛之森為基點，經過那須溫泉鄉及那須高原等觀光地（那須野生動物園、南丘牧場、那須湯本、新那須、Lindo湖Family牧場、菓子城那須中心地區等地）。